# Седрик Юрас
Седрик Юрас (на френски: Cédric Uras) е френски футболист, играещ на поста централен защитник. В отбора на Литекс от сезон 2007/2008. Предишните отбори, в които е играл са: Олимпик Лион, ФК Тулуза, СК Бастия (Франция), ФК Фолкърк, (Шотландия)